# Szabolcs és Ung
Szabolcs és Ung est un ancien comitat de Hongrie créée lors du traité de Trianon.